# Userin
Userin ist eine Gemeinde im Landkreis Mecklenburgische Seenplatte im Süden Mecklenburg-Vorpommerns (Deutschland). Sie wird vom Amt Neustrelitz-Land, mit Sitz in der nicht amtsangehörigen Stadt Neustrelitz, verwaltet.

## Geografie
Die Gemeinde Userin liegt inmitten der Mecklenburgischen Seenplatte, acht Kilometer von Neustrelitz entfernt. Der vier Kilometer lange und einen Kilometer breite Useriner See, an dessen Ostufer Userin liegt, gehört zum Müritz-Nationalpark. Der Useriner See wird von der oberen Havel durchflossen; das leichte Gefälle ermöglichte die Anlage des Ortsteils Useriner Mühle. Die Havel fließt weiter in den ebenfalls etwa vier Quadratkilometer großen Woblitzsee – von hier aus ist Schiffsverkehr über den Kammerkanal nach Neustrelitz und die Obere Havel-Wasserstraße in Richtung Berlin möglich. Im Südwesten des Gemeindegebietes befindet sich der Große Labussee, an dessen Nordufer der Ortsteil Zwenzow liegt.
Umgeben wird Userin von den Nachbargemeinden Neustrelitz im Nordosten und Osten, Wesenberg im Süden sowie Mirow im Westen und Nordwesten.

## Gemeindegliederung
Zu Userin gehören die Ortsteile
- Groß Quassow
- Lindenberg mit dem Arboretum Lindenberg[2]
- Userin
- Useriner Mühle
- Voßwinkel
- Zwenzow

## Geschichte
Am 1. Juli 1950 wurden die bis dahin eigenständigen Gemeinden Voßwinkel und Zwenzow eingegliedert.

## Wappen, Flagge, Dienstsiegel
Die Gemeinde verfügt über kein amtlich genehmigtes Hoheitszeichen, weder Wappen noch Flagge. Als Dienstsiegel wird das kleine Landessiegel mit dem Wappenbild des Landesteils Mecklenburg geführt. Es zeigt einen hersehenden Stierkopf mit abgerissenem Halsfell und Krone und der Umschrift „GEMEINDE USERIN * LANDKREIS MECKLENBURGISCHE SEENPLATTE“.

## Sehenswürdigkeiten
- Fachwerkkirche von Userin von 1778
- Als Ersatz für einen achteckigen Fachwerkzentralbau von 1806 wurde auf Veranlassung der Großherzoglichen Kammer von 1876 bis 1877 durch Georg Daniel die neugotische Backsteinkirche in Groß Quassow durch Georg Daniel erbaut.
- „Kirchsteigbrücke“ – Fußgängerbrücke über den Kammerkanal bei Voßwinkel
- Ehemalige Revierförsterei in Zwenzow

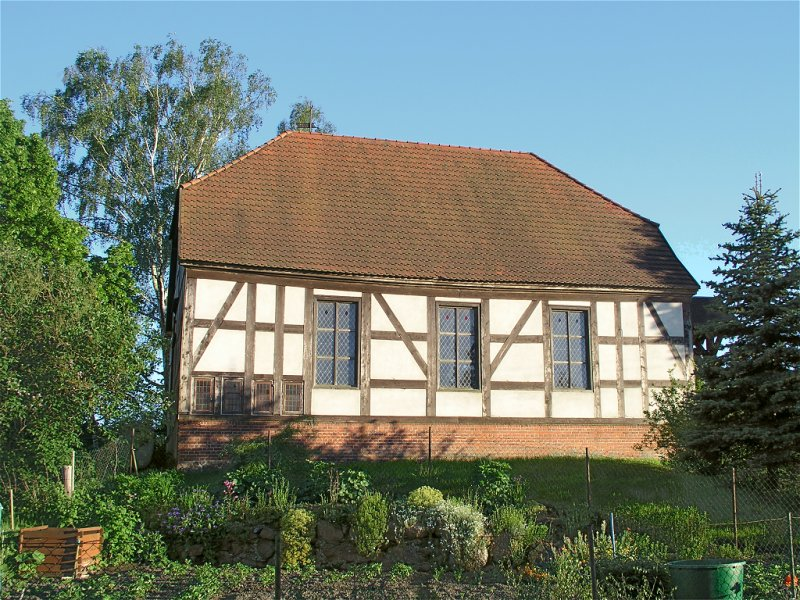
Useriner Kirche
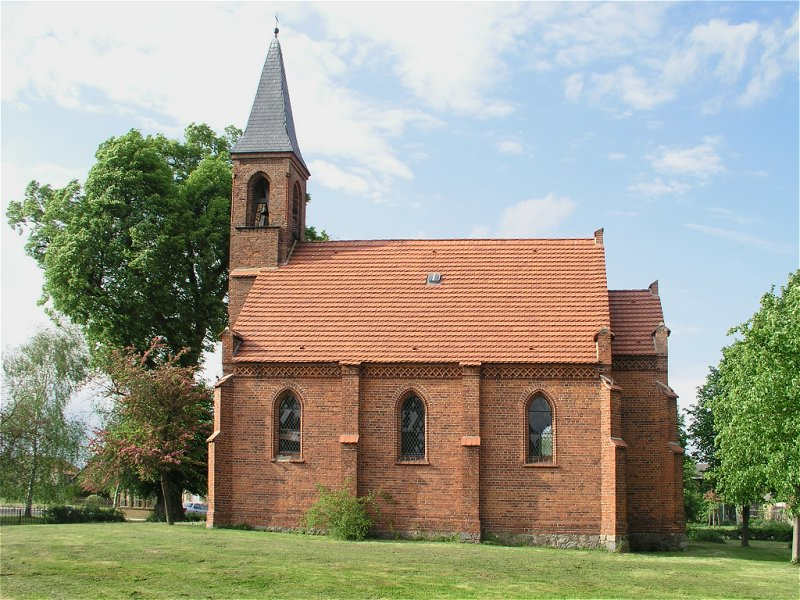
Kirche Groß Quassow
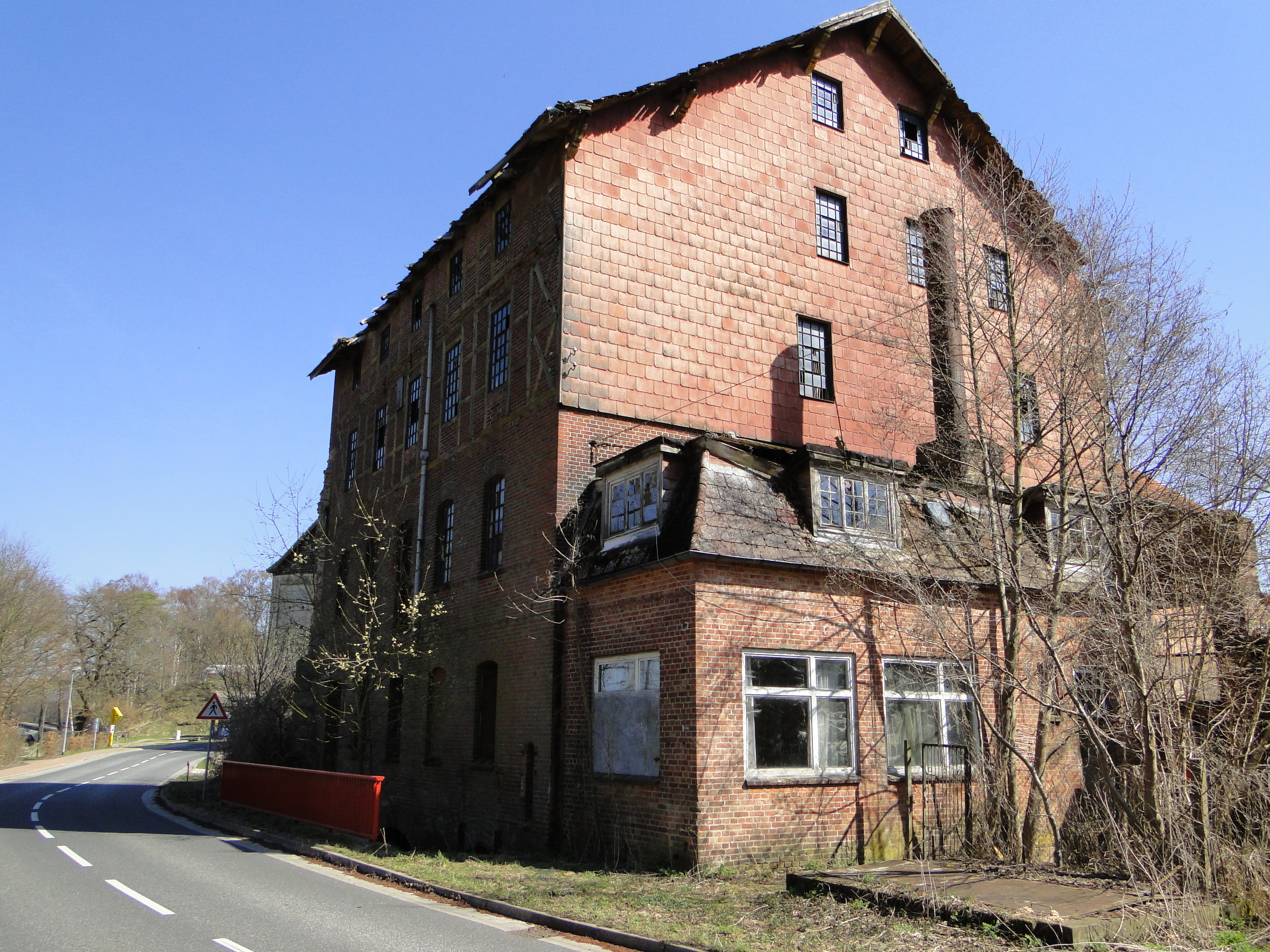
Useriner Mühle
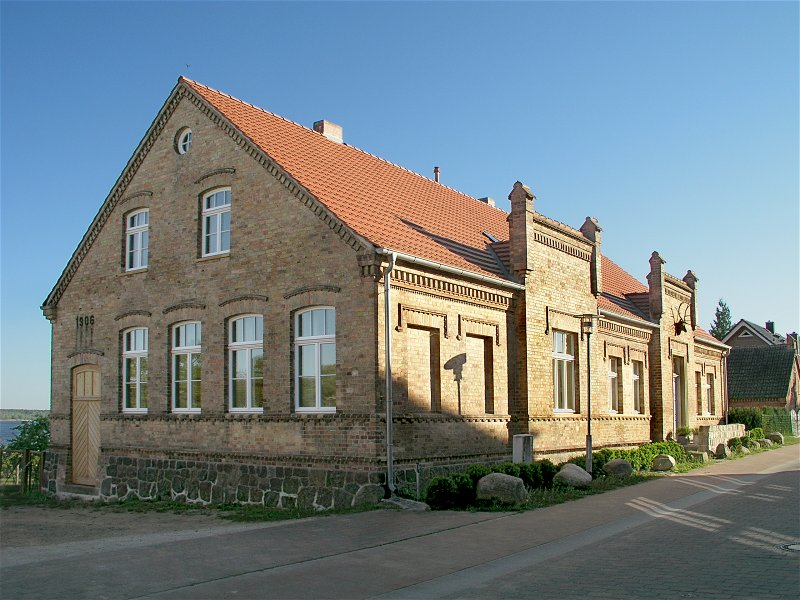
Ehm. Revierförsterei Zwenzow

## Verkehrsanbindung

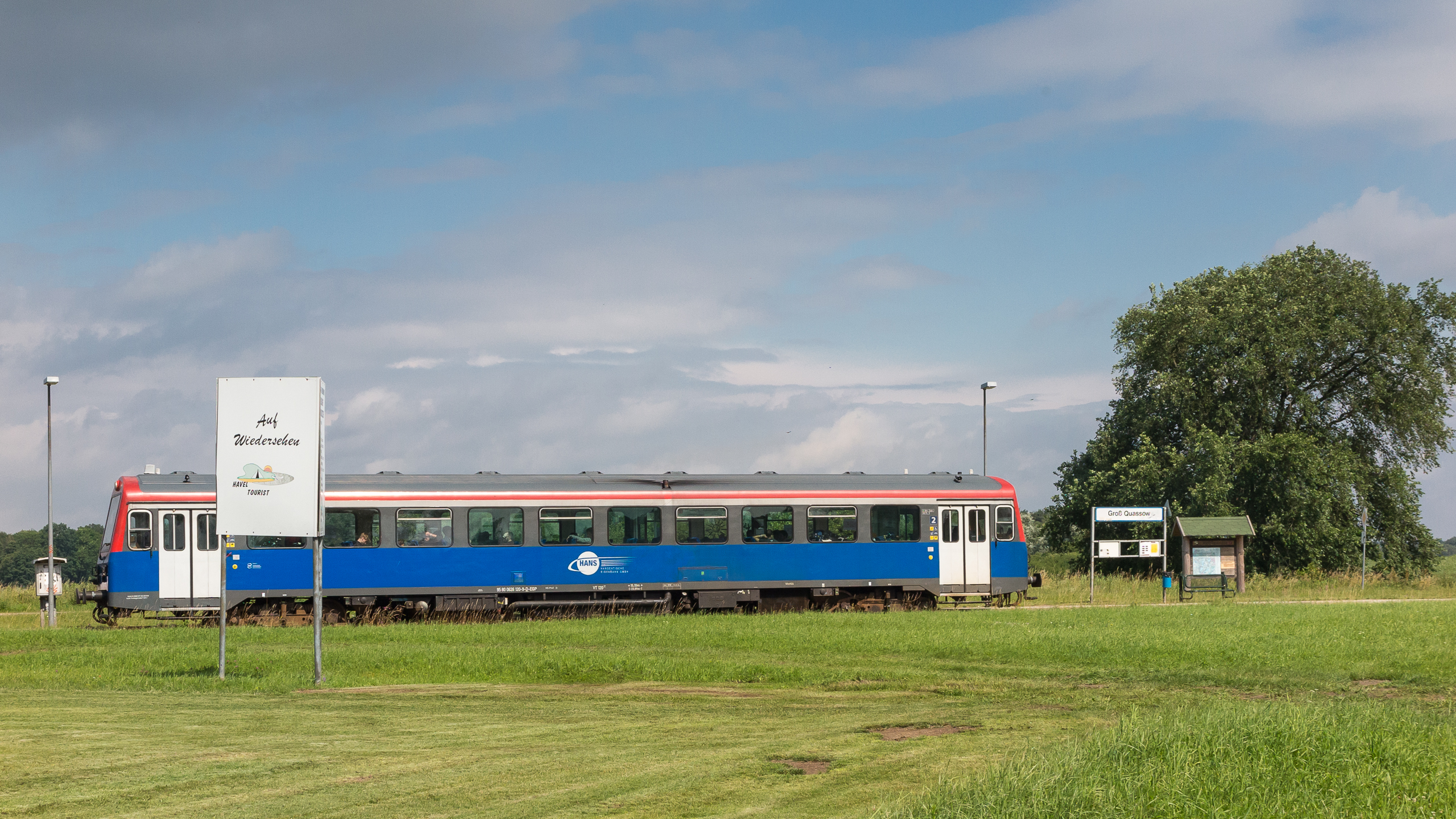
Haltestelle Groß Quassow

Durch Userin führt die Verbindungsstraße von Neustrelitz nach Mirow.
Die Anbindung der Ortsteile der Gemeinde an Neustrelitz wird unter der Woche mit den Linienbussen der MVVG sichergestellt. In den Schulferien ist das Angebot teils auf einzelne Wochentage beschränkt.
Der Ortsteil Groß Quassow verfügt zusätzlich über einen Haltepunkt an der Bahnstrecke Neustrelitz–Mirow.

## Persönlichkeiten
- Hermann Schmidt (* 1868 in Userin; † 1932 in Neustrelitz), Mühlenbesitzer und Politiker